# Rütli

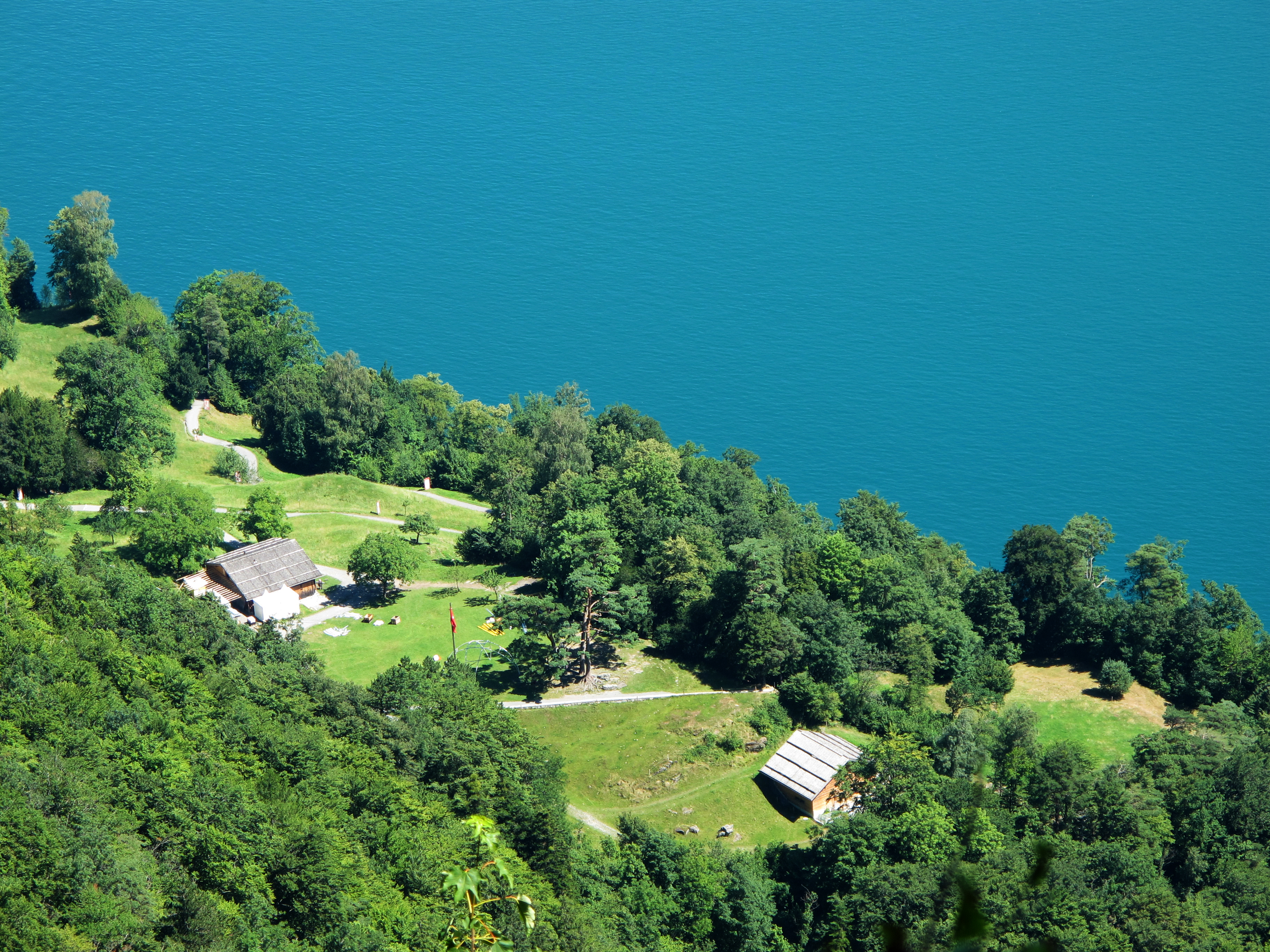
Rütli

Rütli (dříve Grütli) je horská louka ve Švýcarsku. Nachází se na území obce Seelisberg v kantonu Uri v nadmořské výšce 480 m nad Lucernským jezerem. Je známá jako místo, kde podle legendy složili zástupci států Uri, Schwyz a Unterwalden v roce 1307 tzv. Přísahu z Rütli (Rütlischwur), která položila základ k vytvoření Švýcarského spříseženství. V roce 1859 uspořádala organizace Schweizerische Gemeinnützige Gesellschaft veřejnou sbírku a z jejího výtěžku pozemek vykoupila, aby zabránila jeho komerčnímu využívání. Rütli pak přešla do vlastnictví švýcarského státu, který ji vyhlásil národní památkou. Každoročně se zde o švýcarském státním svátku 1. srpna koná slavnostní shromáždění navštěvované nejvyššími představiteli země (v roce 2005 došlo ke skandálu, když akci narušila skupina příznivců krajní pravice). V roce 1940 zde generál Henri Guisan přednesl projev známý jako Rütlirapport, v němž vyzval Švýcary k obraně své země před případným útokem ze strany nacistického Německa. Louka Rütli má rozlohu okolo pěti hektarů, nachází se zde hostinec a muzeum, je také výchozím bodem naučné turistické stezky Švýcarská cesta.